# Empa(r)tiet
Empa(r)tiet (EMP) är ett lokalt politiskt parti i Vaggeryds kommun.

## Historik
Empa(r)tiet bildades 2018 av den avhoppade vänsterpartisten Lennart "Charlie" Karlsson. Partiet lockade över många missnöjda vänsterpartister och fick 5,38 % och två mandat i valet samma år. Vänsterpartiet minskade från tre till ett mandat. I valet 2022 minskade partiet något till 4,95 %, men behöll sina mandat.

## Valresultat
| År   | Röster | %    | Mandat  |
| ---- | ------ | ---- | ------- |
| 2018 | 474    | 5,38 | 2 av 41 |
| 2022 | 454    | 4,95 | 2 av 41 |